# 西山亀七
西山 亀七（龜七、にしやま かめしち、1882年（明治15年）5月5日 - 1968年（昭和43年）4月16日）は、大正から昭和期の実業家、政治家。参議院議員（1期）。初名は久太郎。

## 経歴
高知県安芸郡田野村（現田野町）で、先代・西山亀七、鉄の長男として生れ、1911年（明治44年）家督を相続し亀七を襲名した。1899年（明治32年）高知市立実業補習学校を卒業した。
1903年（明治36年）米穀商を営み、1909年（明治42年）高知市相生町で米穀卸売商を開業した。1916年（大正5年）日本基督高知教会（現日本基督教団高知教会）で洗礼を受けた。1917年（大正6年）横田亀太郎とともに西山合名会社を設立。さらに、四国水飴工業、四国モータース、高知県物産交易、宇治電化学工業、西山合名製材、土佐食糧工業などの設立に関わった。1942年（昭和17年）高知県食糧営団が設立され理事長に就任し、戦時体制に対応して高知市外食券食堂制度の創設に関与した。その他、1937年（昭和12年）高知商工会議所副会頭に就任した。
1946年（昭和21年）高知県通貨安定推進委員会参与、同県食糧委員会委員などに就任。1947年（昭和22年）4月の第1回参議院議員通常選挙に高知県地方区から日本自由党公認で出馬して当選し、参議院議員に1期在任した。1956年（昭和31年）春の褒章で米雑穀業に精励する傍ら米穀卸協同組合長や食糧事業協同組合連合会理事などの要職に就いて食糧配給に尽くし業界発展に寄与したとして藍綬褒章受章。
その他、徳島酸素工業社長、高知県倉庫運送社長、高知トヨタ自動車社長、高知県米穀卸協同組合長、全国食糧事業協同組合連合会理事なども務めた。
1964年（昭和39年）秋の叙勲で勲三等旭日中綬章受章。
1968年（昭和43年）4月16日死去、85歳。死没日をもって従四位に叙され、銀杯一組を賜った。